# Jacques Philippe d’Orville

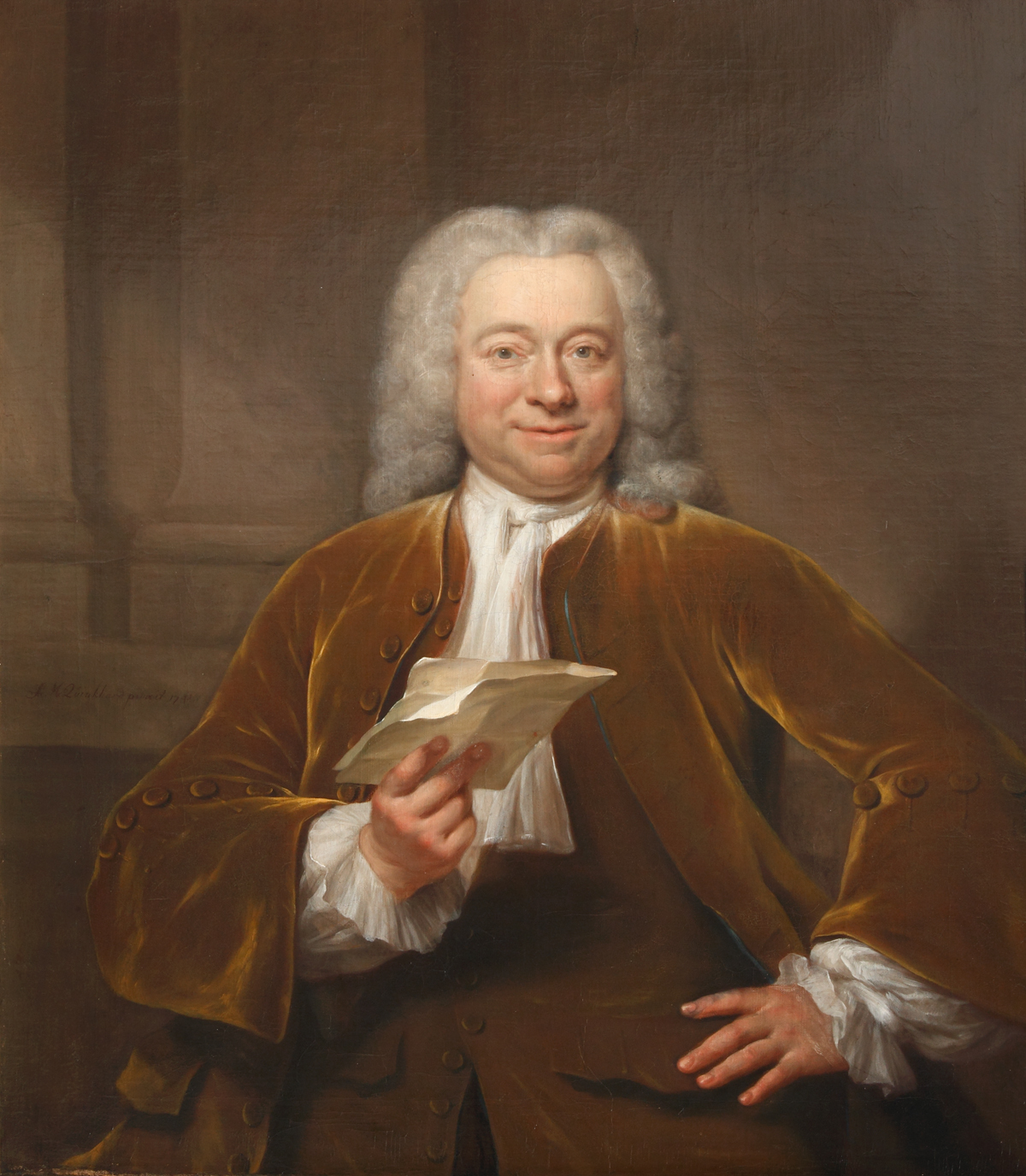
Jacques Philippe d’Orville, Gemälde von Jan Maurits Quinkhard

Jacques Philippe d’Orville (auch: Jacob) (* 28. Juli 1696 in Amsterdam; † 4. September 1751 in Groenendaal (Nähe Heemstede)) war ein niederländischer Altphilologe, Professor am Athenaeum Illustre Amsterdam.

## Vorfahren
Sein Großvater (1588–1660) floh als hugenottischer Glaubensflüchtling aus Aix (Aachen) nach Hamburg und betrieb dort ein Handelsgeschäft, wo er als 72-Jähriger verstarb. Gemäß den vorliegenden Daten, zeugte er im hohen Alter von 71 Jahren noch einen Sohn Jean d’Orville (1659–1751). Er wurde am 23. August 1659 in Hamburg geboren und heiratete Catharina Neys, eine Frau aus Amsterdam. Er und ein anderer Zweig der Familie führten das Handelsgeschäft seines Vaters erfolgreich fort. Jean (John) Leonhard d’Orville, eines seiner zehn Kindern, übersiedelte erfolgreich als Kaufmann nach England. Sohn Pierre (Peter) (1697–1739) wurde Dr. jur. und ebenfalls erfolgreicher Handelsmann. Daneben erwarb er sich große und anerkannte Kenntnis der lateinischen Dichtung. Eine Sammlung einiger seiner eleganten lateinischen Gedichte wurde 1740 in Amsterdam veröffentlicht. Als er früh verstarb, wurde sein Bruder Jacques Philipp d’Orville sein reicher Erbe.

## Ausbildung und Beruf
Sein Vater Jean d’Orville (1659–1751) sah auch für seinen Sohn Jacques Philipp d’Orville (1690–1751) eine Ausbildung zum Kaufmann vor, doch überzeugte ihn der niederländische neulateinische Dichter und Philologe David van Hoogstraten (1658–1724), Lehrer von Jacques Philipp, seinem Sohn eine wissenschaftliche Ausbildung zu gewähren. So besuchte Jacques Philipp bereits in seinem frühen Alter Kurse am Athenaeum Illustre Amsterdam bei dem ersten niederländischen Professor für Griechisch Tiberius Hemsterhuis (1685–1766). Er studierte an der Universität Leiden erfolgreich Jura. Von 1723 bis 1729 unternahm er mehrere wissenschaftliche Reisen nach Brabant, Frankreich, England, Italien, Deutschland und Österreich mit dem Ziel, sich mit den Überresten der klassischen Literatur und Kunst und mit den besten lebenden Gelehrten vertraut zu machen. In dieser „Grand Tours“ besuchte er hauptsächlich Bibliotheken und Museen, studierte Kopien von griechischen Handschriften und traf zahlreiche Gelehrte, wie Bernard de Montfaucon, Sallier, Fraguier, Sevin, Chamillart, Bouquet, Boivin und Tournemine in Paris und las dort das berühmte Buch des Gelehrten Antonio Magliabechi aus seiner Zeit in Florenz. Begleitet von einem Maler und Architekt reiste Jacques Philipp d'Orville von Mai 1726 bis November 1728 zu archäologischen Studien nach Sizilien. Pieter Burman der Ältere (1668–1741), niederländischer Klassischer Philologe und andere Gelehrte bewirkten, dass Jacques Philipp d'Orville 1730 in seiner Heimatstadt am Athenaeum Illustre Amsterdam zum Professor für Rhetorik, Geschichte und griechische Sprache ernannt wurde.

## Leben auf Landgut Groenendaal bei Heemstede
1742 verzichtete er auf seine Professur zu Gunsten seines Freundes Pieter Burman der Jüngere (1741–1778), niederländischer klassischer Philologe, und zog sich mit geschwächter Gesundheit auf das von seinem Vater Jean d’Orville (1659–1751) erworbene Landgut Groenendaal bei Heemstede zurück. Es liegt zentral im Dreieck Amsterdam, Haarlem und Leiden. Hier lebte Jacques Philipp d'Orville fortan unter Beibehaltung seines Rangs und Titel als Emeritus. Bis zu seinem Tod war er wissenschaftlich tätig. Er war Herausgeber der Edition 'Miscellanae observationis criticae Novae in Auctores Veteres et recentiores' und veröffentlichte viele wissenschaftliche Artikel.

## Eigene Familie
Jacques Philipp d'Orville war seit 1730 verheiratete mit Mary Elizabeth van Rijn, die Tochter eines Auktionators in Amsterdam. Sie starb nach nur siebenjähriger Ehe in jungen Jahren 1737, nachdem sie zwei Kinder zur Welt gebracht hatten. Der jüngste Sohn starb in frühem Alter. Der älteste Sohn Jean (John), benannt nach seinem Großvater Jean d’Orville (1659–1751), war im Jahre 1751 Absolvent des Athenaeum Illustre Amsterdam. Im September 1751 starb Jacques Philipp d'Orville in seinem Haus in Groenendaal. Einen Monat später hielt sein Freund und Nachfolger als Professor der Rhetorik Pieter Burman der Jüngere mit großer Feierlichkeit eine Grabrede von der Kanzel in der Nieuwe Kerk in Amsterdam. Die Erben verkauften noch 1751 die Vermögenswerte in Heemstede an David van Lennep. Die von Jacques Philipp d'Orville genutzten oder gebauten Immobilien sind bis auf die historische Grenzsteine vollständig verschwunden.

## Bibliotheca d'Orvilliana
Im Jahr 1764 erschien ein Auktionskatalog der Bücher und Handschriften aus dem Nachlass von Jacques Philipp d'Orville unter dem Titel: „Bibliotheca d'Orvilliana, sive, Katalog librorum instructissimae Bibliothecae viri Summi D.Jacobi Philippi d'Orvillii“. Aus irgendeinem unbekannten Grund war die Auktion erfolglos. Sohn und Erbe Jean (John) d'Orville behielt die Sammlung und brachte sie nach London. Hier wurde sie dann von seinem Sohn, Enkel des Jacob Philippe d'Orville, an die Firma J.Cleaver Banken verkauft, die dann die Sammlung an die Bibliotheca Bodleiana der Universität Oxford weiterverkaufte. Unter anderem beinhaltete die Sammlung 612 Handschriften in Altgriechisch und Latein.

## Galerie

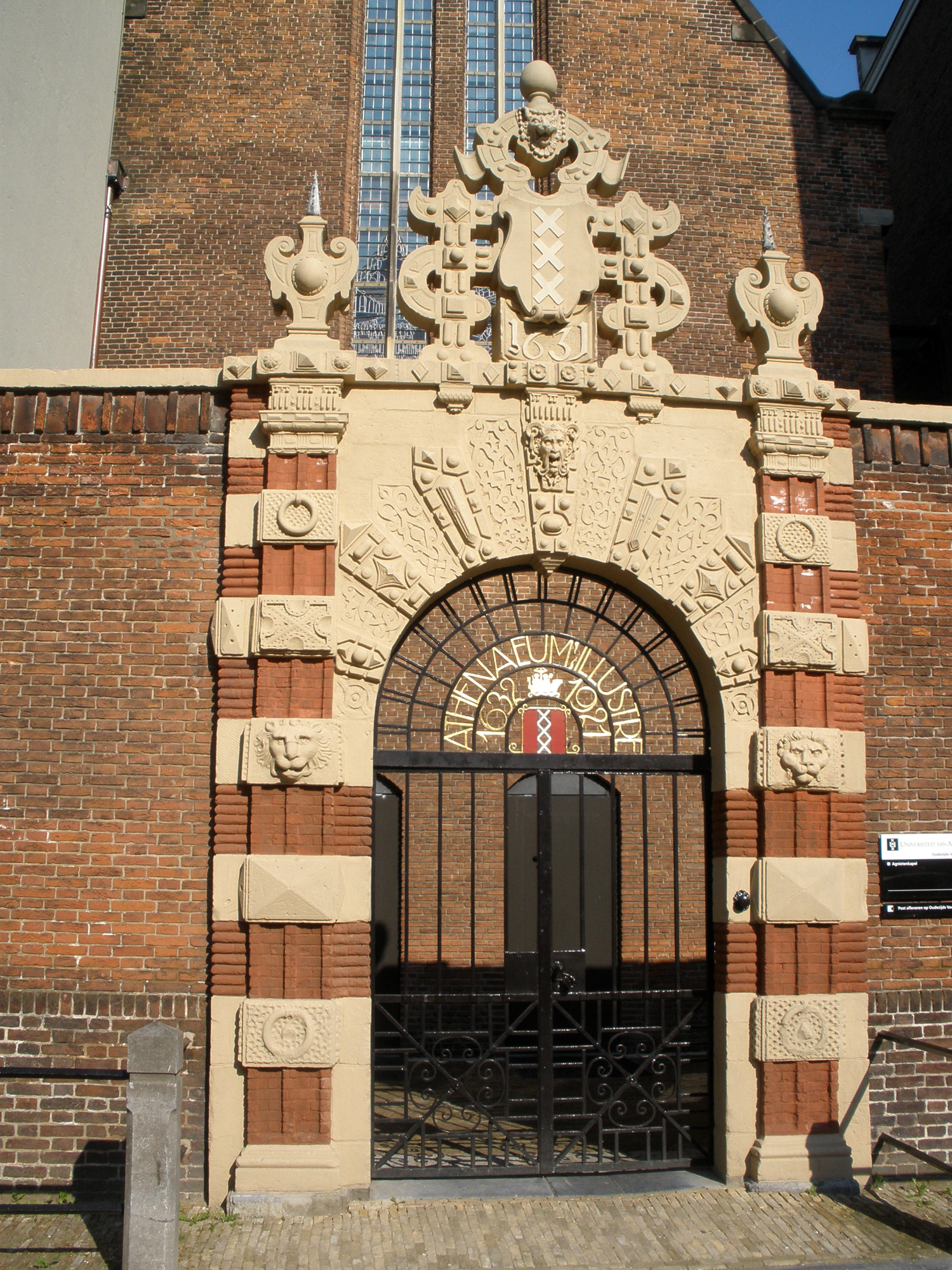
Das Tor zum einstigen Gymnasium Athenaeum Illustre Amsterdam
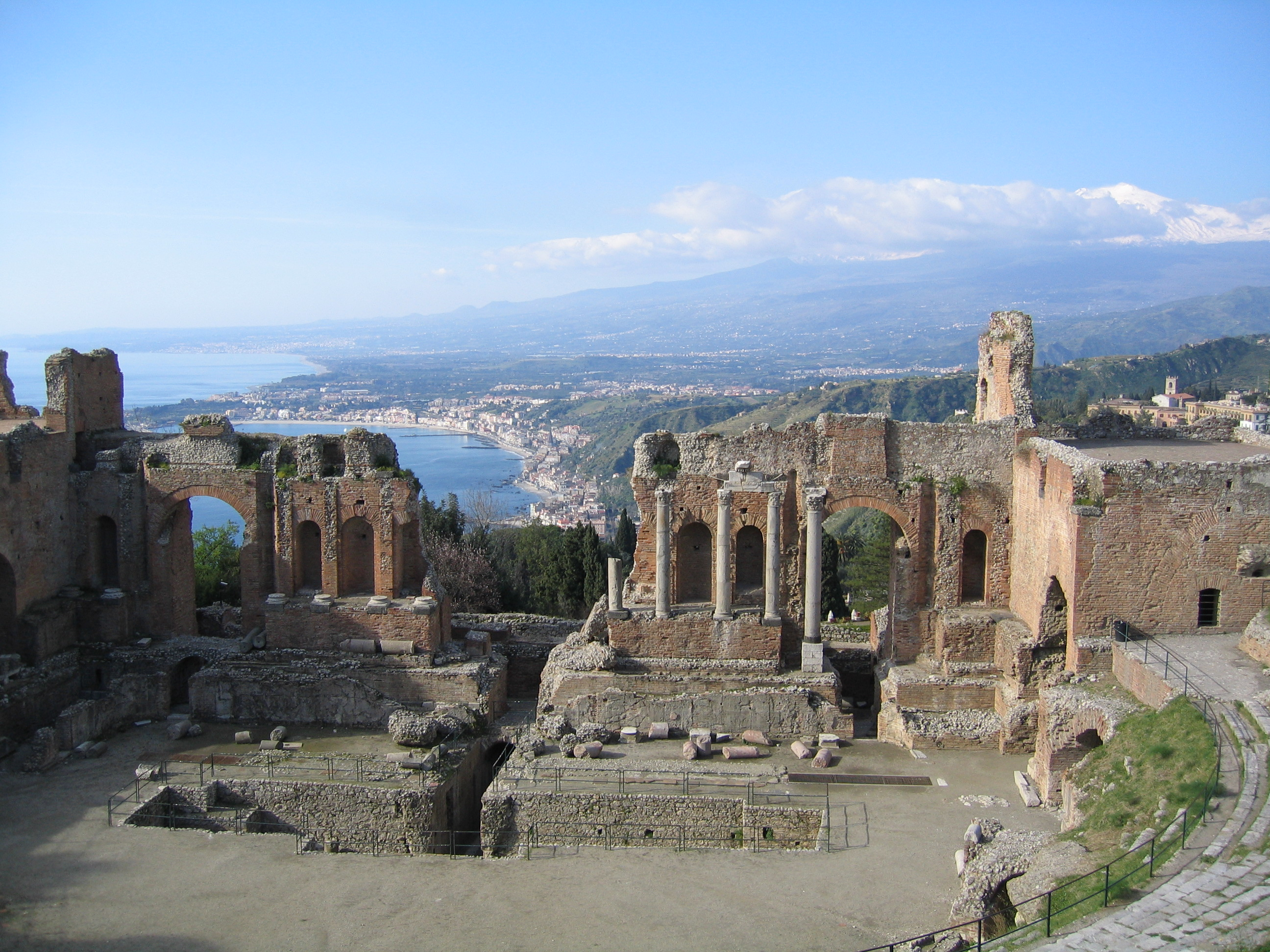
1727 Reise nach Taormina/Sizilien
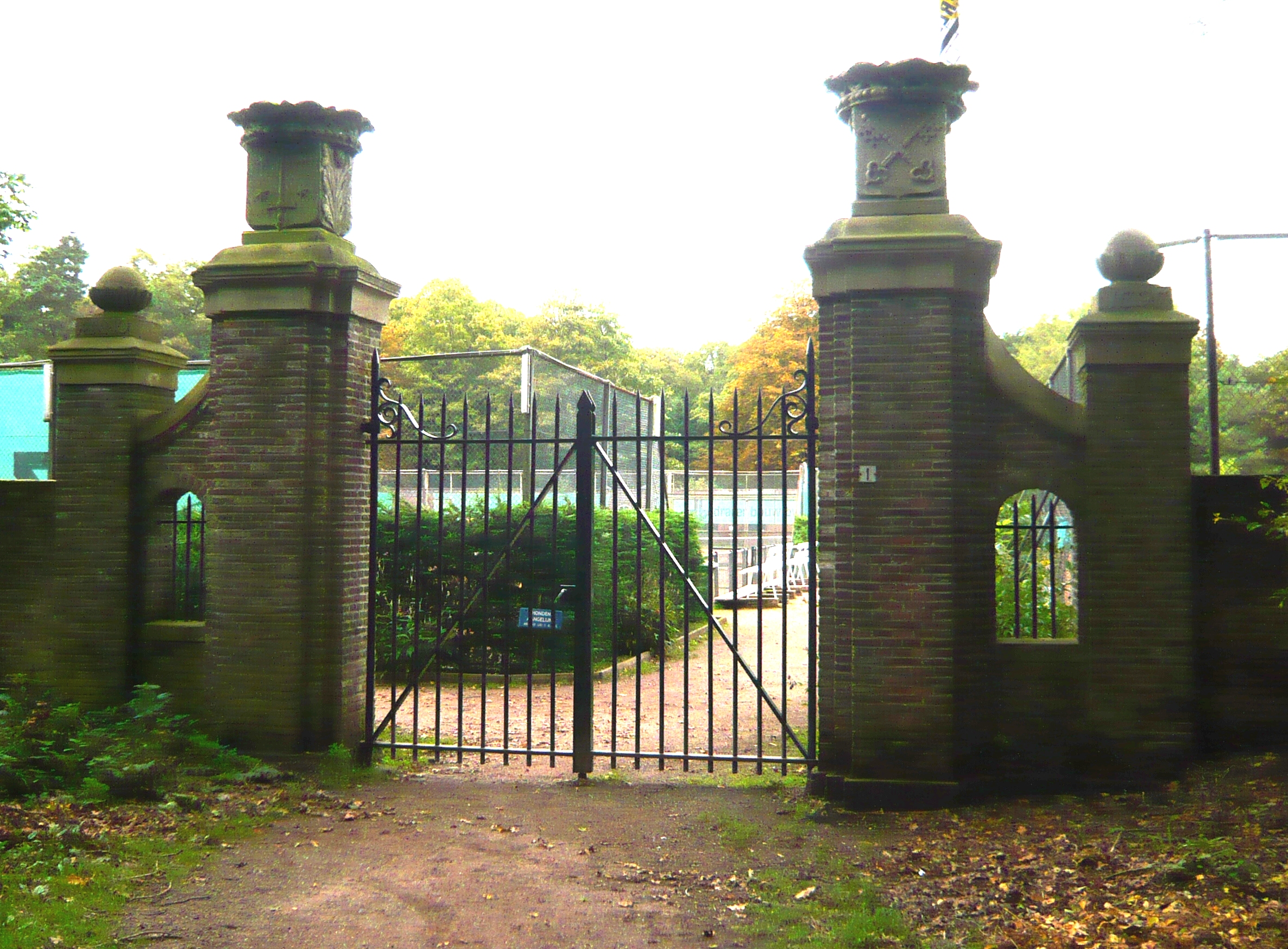
Ein Toreingang von Groenendaal
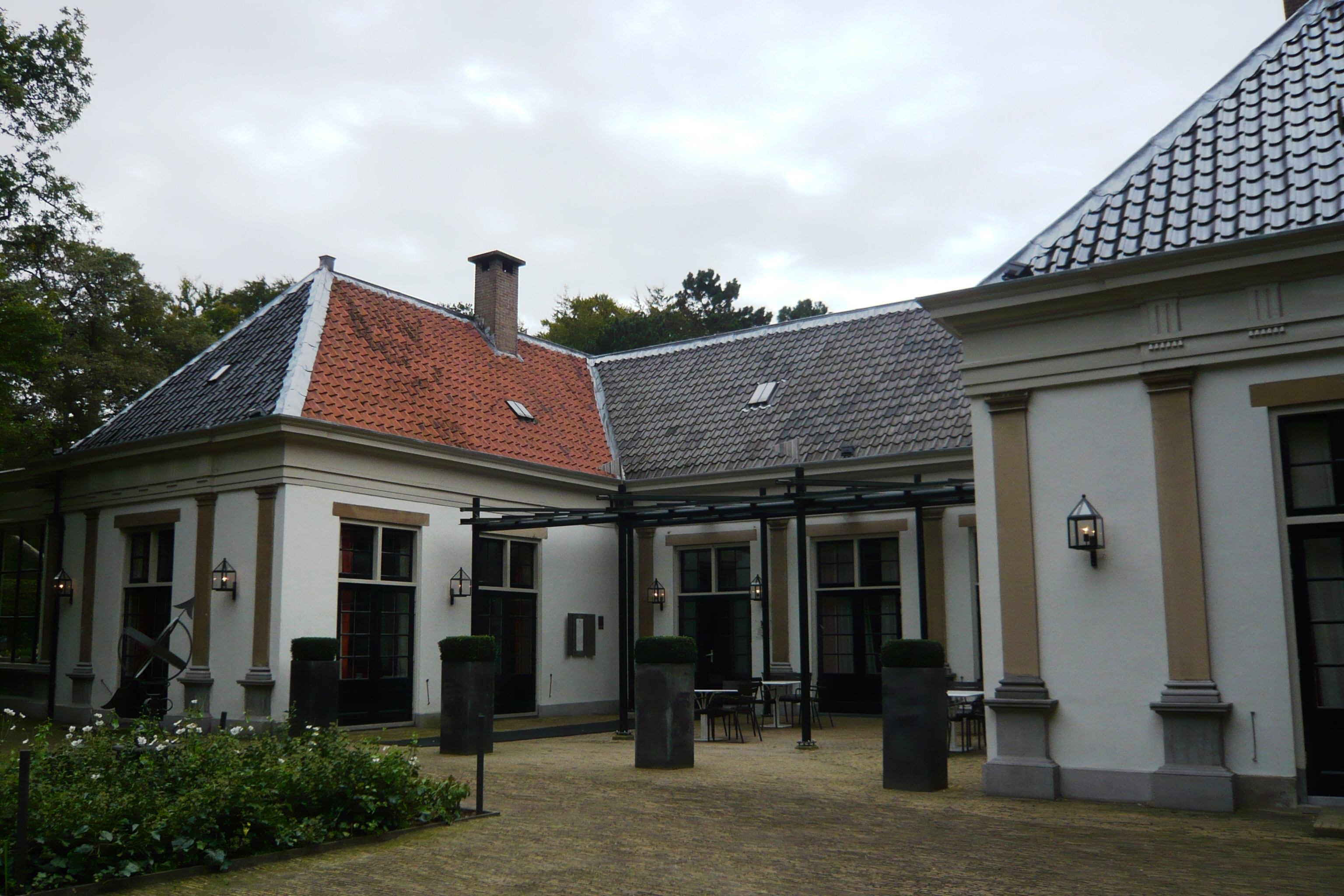
Groenendaal Kutschhaus
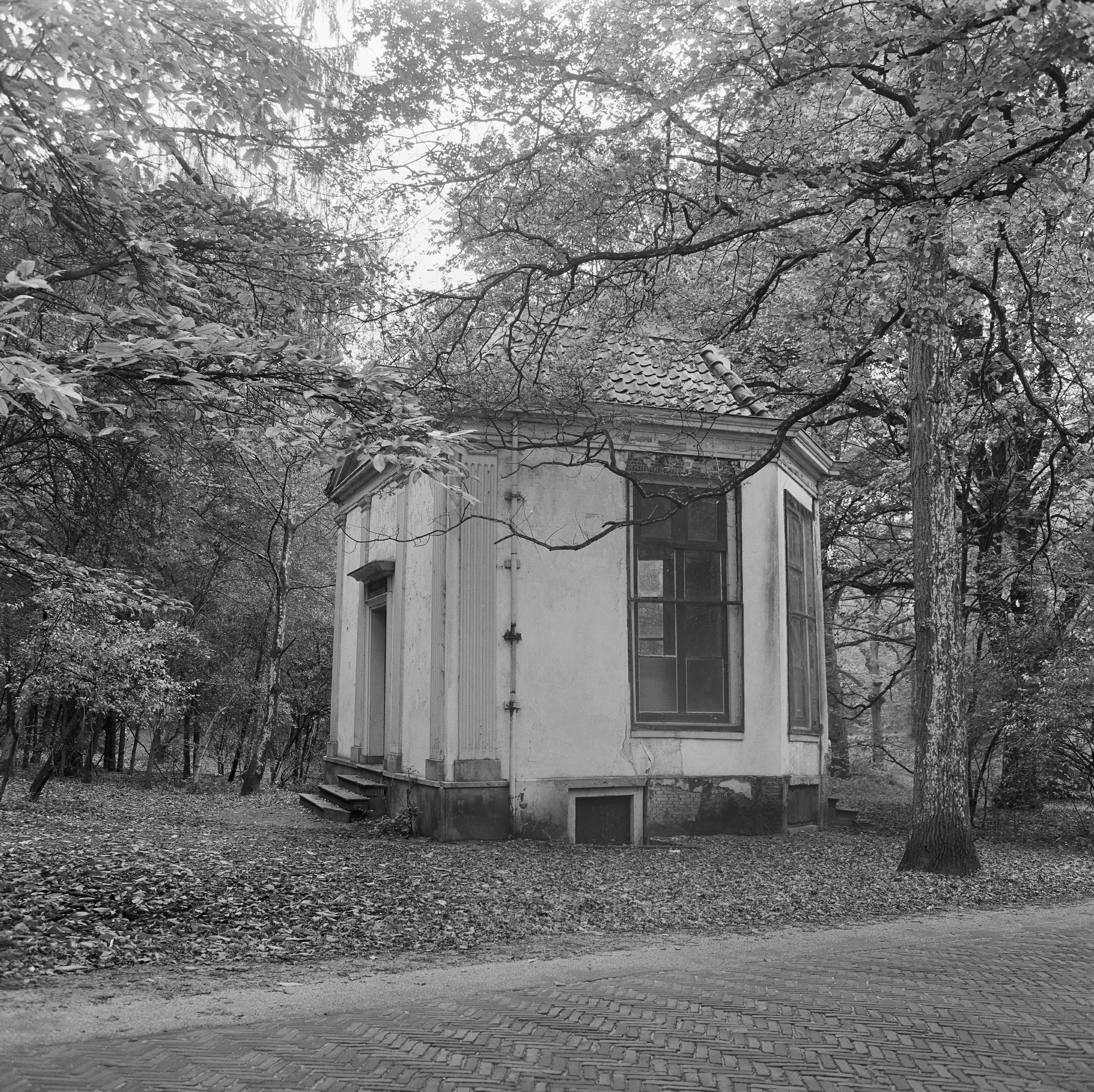
Gartenpavillon – Heemstede
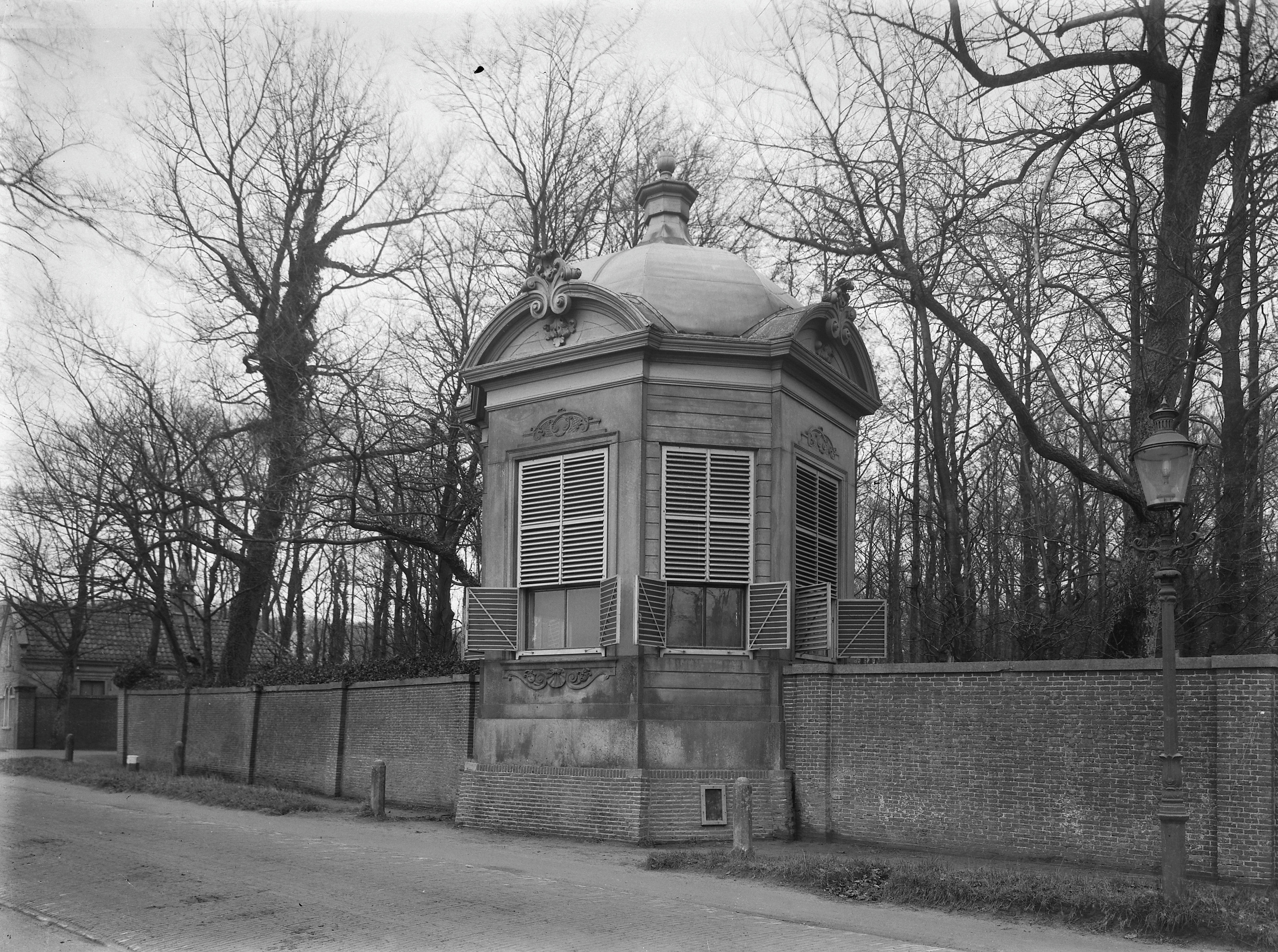
Teepavillon – Heemstede
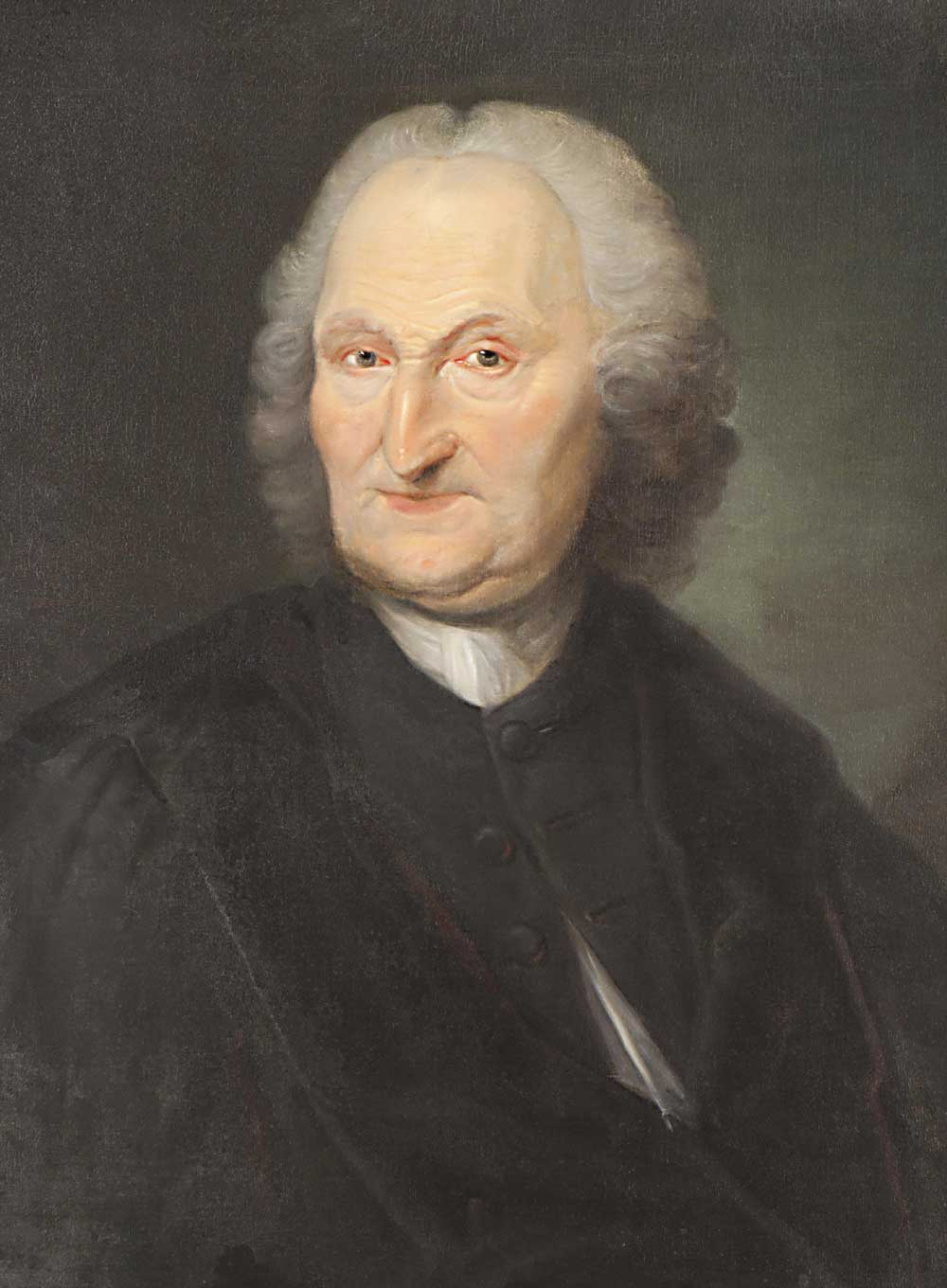
Tiberius Hemsterhuis

## Ehrung
Taormina/Sizilien ehrte mit dem Namenspatronat Via d'Orville den 1727 erfolgten nachhaltigen Besuch von Jacques Philipp d'Orville u. a. in ihrer Stadt, 60 Jahre vor dem Besuch Goethes 1787 und seinen Texten in seiner Italienische Reise.

## Schriften
- Jacobi Philippi Et Petri D'Orville Elegiae in Obitum Potae Clarissimi Davidis Hoogstratani, Batavi [Latein], Verlag: Gale Ecco, Print Editions, ISBN 978-1-170-13834-2.
- De Chaerea et Callirrhoe amatoriarum narrationum libri VIII. Charitonis Aphrodisiensis De Chaerea Et Callirrhoe Amatoriarvm Narrationvm Libri VIII. Graece et Latine. Ausgabe: Editio Altera Emendationibvs Virorvm Doctorvm Adiectis Avctior; Verfasser: Chariton <Aphrodisiensis> / Herausgeber: Jacques Philippe d' Orville (1696–1751) / Übersetzer: Johann Jacob Reiske (1716–1774).
- Orville, Jacques Philippe d’. 1696–1751: Jacobi Philippi D'Orville Sicula, quibus Siciliae veteris rudera, additis antiquitatum tabulis, illustrantur. Edidit, et commentarium ad numismata sicula, 20. tabulis aeneis incisa … orationem in auctoris obitum, et praefationem adjecit Petrus Burmannus secundus.. Amstelaedami 1764.
- Orville, Pierre d' – PETRI D'ORVILLE, JURISCONSULTI, POEMATA 1740, Amsterdam, Publisher: Adrian Wor & heirs of Gerard 1st and Only edition, 1740;  (Bruder von Jacques Philipp d'Orville)